# Стиллуотер (Оклахома)
Стиллуотер (англ. Stillwater) — город и административный центр округа Пейн в штате Оклахома в Соединённых Штатах Америки.
По данным переписи 2020 года, население города составляло 48 тысяч 394 человека.

## История
Центральный северный регион Оклахомы стал частью Соединенных Штатов после Луизианской покупки в 1803 году. В 1832 году путешественник Вашингтон Ирвинг предоставил первое зарегистрированное описание местности вокруг Стиллуотера в своей книге «Путешествие по прериям». Он писал о «великолепной прерии, раскинувшейся под золотыми лучами осеннего солнца. Глубокие и частые следы бизонов показали, что это одно из их любимых пастбищ».
В «Энциклопедии истории и культуры Оклахомы» говорится, что официально название Стиллуотер появилось только после открытия почтового отделения 28 мая 1889 года.
В ноябре 2010 года у здания Публичной библиотеки города была открыта статуя работы Филлис Мантик в честь Энджи Дебо (1890—1988) — выдающейся женщине, которую называют здесь «величайшим историком Оклахомы» и признанным «авторитетом по истории коренных американцев, провидцем и исторической героиней в своем собственном праве».

## География
Стиллуотер расположен в 60 милях (97 км) к северо-северо-востоку от центра города Оклахома-Сити и в 63 милях (101 км) прямо к западу по дороге от центра города Талса.
По данным Бюро переписи населения США, общая площадь города составляет 28,3 квадратных миль (73,3 км2), из которых 27,9 квадратных миль (72,1 км2) — это суша, а 0,5 квадратных мили (1,2 км2 или 1,62%) — водная поверхность.

## Климат
В Стиллуотере влажный субтропический климат, и он расположен в районе, который широко известен как «Аллея торнадо». Во время пикового сезона штормов весной часто слышны предупреждения о торнадо, а сирены звучат, чтобы предупредить жителей о необходимости поспешить в убежища, когда это необходимо. Лето солнечное, жаркое и влажное, температура достигает или превышает 100 (38 °C) в среднем десять раз в год. Зимы, как правило, солнечные, мягкие и сухие, со средней температурой января около 49,8 °F (9,9 °C) и среднегодовым количеством выпавшего снега около 7,5 дюймов (19,1 см).
Самая высокая зарегистрированная температура была 115 °F (46,1 °C) 11 августа 1936 года, а самая низкая зарегистрированная температура была −21 °F (−29,4 °C) 10 февраля 2011 года.